# Maria Theresia Löw
Maria Theresia Löw (Heidelberg, 27 marzo 1809 – Berlino, 30 dicembre 1885) è stata un soprano e arpista tedesca.
Dopo la sua formazione musicale a Francoforte Heinrich Anton Föppel l'amico d'infanzia aveva di Richard Wagner prime apparizioni al Teatro di Corte di Kassel sotto il direttore d'orchestra e compositore Louis Spohr.
Maria Theresia Löw sposò il tenore protagonista Karl-August Lehmann e divenne la madre di Elisabeth Maria "Lilli" Lehmann e Marie Lehmann, che dovrebbe sia tardi anche essere cantanti. Dopo la separazione dal marito nel 1853 ha preso cura della loro formazione vocale. Oltre alle sue figlie, era responsabile di altri artisti della sua epoca, tra cui il Teatro Nazionale tedesca in Praga, dove ha vissuto dal 1853. 
Suo zio era il cavaliere del governo bavarese Johann Löw (1771-1833) da Spira, la cui figlia Amalie Löw (1811-1879) aveva sposato il principe Karl Theodor von Wrede.

## Fonte e Letteratura
- Lilli Lehmann La mia arte vocale. Berlino 1902
- Lilli Lehmann My Life. Lipsia 1913, ristampa 1977